# Suzhou (Anhui)
Suzhou (chiń. 宿州; pinyin Sùzhōu) – miasto o statusie prefektury miejskiej we wschodnich Chinach, w prowincji Anhui. W 2010 roku liczba mieszkańców miasta wynosiła 210 267. Prefektura miejska w 1999 roku liczyła 9 769 883 mieszkańców.

## Podział administracyjny
Prefektura miejska Suzhou podzielona jest na:
- dzielnicę: Yongqiao,
- 4 powiaty: Dangshan, Xiao, Lingbi, Si.